# Campionato mondiale militare di scherma 1980
Il Campionato mondiale militare di scherma del 1980 ("1980 World Military Fencing Championships") è stato organizzato dalla Federazione internazionale della scherma e si è svolto a Tunisi in Tunisia dal 1º all'8 settembre.
Nel fioretto, si è aggiudicato il titoli di campione mondiale militare il francese Pascal Jolyot.
Nella spada successo per l'elvetico Daniel Giger.
Nella sciabola vince il francese Jean-Francois Lamour.
Nel campionato mondiale militare a squadre maschili, la nazionale francese ha vinto la competizione del fioretto, la nazionale svizzera nella spada, ed infine la nazionale francese nella sciabola.

## Podi

### Uomini
| Specialità  | Oro                            | Argento | Bronzo |
| Individuali |                                |         |        |
| Fioretto    | Pascal Jolyot                  | -       | -      |
| Spada       | Daniel Giger                   | -       | -      |
| Sciabola    | Jean-Francois Lamour           | -       | -      |
| A squadre   |                                |         |        |
| Fioretto    | Francia Pascal Jolyot -        | -       | -      |
| Spada       | Svizzera Daniel Giger -        | -       | -      |
| Sciabola    | Francia Jean-Francois Lamour - | -       | -      |